# 小算盤 (Windows)
小算盤是Microsoft Windows内置的其中一款應用程式，可以用作執行計算。在「標準型」選項中，可進行簡單的四則運算（加法、減法、乘法，以及除法），與一些低階的入門計算機接近。在「工程型」選項中，則可以進行較複雜的計算，如可選擇除十進位外的十六進位、二進位以及八進位數字系統。此軟體存在於所有的Microsoft Windows版本中。在Windows 8.1中内置了Metro版以及Win32版兩種應用，直到Windows 10取消Win32版的應用（不過只有企業版LTSB保留）。在Windows 10秋季更新加入了貨幣轉換功能。2019年3月6日，微軟根據MIT許可證在GitHub上發布了小算盤的原始碼。

## 概要
小算盤程式有一個較簡單的人机界面，它的體積很小，但功能上就可以與大部分的四則計算機或科學計算機媲美。這個程式預設使用「標準模式」執行，即是一個四則計算機。一些較先進的功能可以在工程模式操作，包括对数、记数系统轉換，一些布尔函数、弧度、角度和梯度的支援，同時對一元積分統計函數提供支援。但是它不支援使用者自定義的函数、複數、儲存變量的分段結果（與傳統的蓄電池計算機不同），自動极坐标系 - 直角坐标轉換，或者兩個變量的統計，這都使小算盤不能運算許多工程学、量子物理或者高中數學計算。當使用者想應用同一個常數，並計算多次，那麼第二個和其後的計算中，就不用再輸入運算指令和常數數值。例如輸入2*7=[14] 3=[21] 4=[28]等等。小算盤會忽略那個在等於符號前的數字。
一些版本可以自動執行長計算，透過Windows記事本或其他的文字處理軟體建立一個文字檔：文字檔的第一行是一個數字，跟著第二行是另一個數字。將這個結果粘贴到計算機的文字盒，小算盤就可以計算文字檔所描述的計算流程。但是並不是所有的小算盤版本都可以正確讀取文字檔，這需要依靠精確的文字格式。且除了標準的運算符號外（+, - , /, *），小算盤在自動長計算過程中，無法接受其他的指令。這使小算盤只適合計算大量累計的數值，無論數據的來源是數據檔或是空白表格。
所有的Microsoft Windows版本都含有小算盤，但自從Windows 95之後，它的介面和功能都沒有太大改變，直到Windows 7的出现。在Windows 2000以後的NT版本作業系統中，小算盤使用了任意精度數學函數庫，去取代以往的IEEE浮点数函數庫。
很多鍵盤都擁有一個計算機的快捷鍵，通常按下按鍵後，就會預設啟動小算盤。

## 程式中的錯誤
自從Windows 3.0開始，「sqrt」按鍵只在標準模式下出現。當轉到工程模式後，平方根的按鍵便會消失，此問題並沒有解決方法。微軟建議將數字經過0.5次方，即可不需「sqrt」按鍵的運算（例如144 ^ .5），选中「inv」選項，跟著按下「x^2」鍵，結果亦會是數值的開方。这个问题在Windows 7中已经被修复。
當使用者在「開始」→「執行」中輸入calc /.setup，小算盤會被執行，但不會顯示「0」，而轉為顯示「0,e+0」 。接著，如果使用者按下數字鍵1-9，程式只會發出按鍵聲音，但不會顯示使用者所輸入的數字。
在Windows XP之前，所有的小算盤版本都不會儲存使用者偏好資訊（不論是標準模式或工程模式）。到了Windows XP，小算盤可以儲存相關資訊到win.ini（一個不被使用者察覺的檔案）。所以一些非管理員用戶，經常在標準模式啟動小算盤。计算器增強版就修正了這個錯誤，它可以儲存偏好資訊到註冊表中，有關用戶資訊的部分。

## 非必須的小算盤代替品
微軟曾經在下載中心，發佈過兩款計算機程式。它們的功能都比Windows内置的小算盤強大。
- 微軟计算器增強版：除了標準模式及工程模式，還擁有換算法模式。換算法模式支援單位和汇率換算。计算器增強版支援從欧洲中央银行的網頁中，直接更新外幣汇率的資訊。
- Power Calculator：是其中一款Windows XP PowerToy。Powertoy Calculator支援圖形計算。雖然這個程式容許使用者調整計算機的精確度，但有一些小問題。例如函數{\displaystyle \sin(\pi x)}，程式會生產出一個錯誤的圖形。它對一個擁有大弧度的正弦函數，產生出一個錯誤的數值。例如：{\displaystyle \sin(10000)=-3.3326e+4265}